# Reynolds (Geòrgia)
Reynolds és una població dels Estats Units a l'estat de Geòrgia. Segons el cens del 2000 tenia 1.036 habitants.

## Demografia
Segons el cens del 2000, Reynolds tenia 1.036 habitants, 447 habitatges, i 289 famílies. La densitat de població era de 303 habitants/km².
Dels 447 habitatges en un 23% hi vivien nens de menys de 18 anys, en un 41,4% hi vivien parelles casades, en un 19,7% dones solteres, i en un 35,3% no eren unitats familiars. En el 32,7% dels habitatges hi vivien persones soles el 14,3% de les quals corresponia a persones de 65 anys o més que vivien soles. El nombre mitjà de persones vivint en cada habitatge era de 2,32 i el nombre mitjà de persones que vivien en cada família era de 2,95.
Per edats la població es repartia de la següent manera: un 22,9% tenia menys de 18 anys, un 6,6% entre 18 i 24, un 23,9% entre 25 i 44, un 28,1% de 45 a 60 i un 18,5% 65 anys o més.
L'edat mediana era de 42 anys. Per cada 100 dones de 18 o més anys hi havia 76,4 homes.
La renda mediana per habitatge era de 25.347 $ i la renda mediana per família de 30.179 $. Els homes tenien una renda mediana de 37.917 $ mentre que les dones 20.500 $. La renda per capita de la població era de 16.071 $. Entorn del 17,9% de les famílies i el 23,5% de la població estaven per davall del llindar de pobresa.

## Poblacions més properes
El següent diagrama mostra les poblacions més properes.